# سرتو بدزد رفیق
سرتو بدزد رفیق فیلمی به کارگردانی علی عبدالعلی‌زاده و نویسندگی علی عبدالعلی‌زاده، فاطمه پاسبان ساختهٔ سال ۱۳۸۴ است.

## بازیگران
- نصرالله رادش
- رابعه اسکویی
- رضا عظیمی
- یوسف پشندی
- ساعد هدایتی
- ماریا خبازی
- خسرو محمودزاده
- علیرضا عبدالعلی‌زاده
- علیرضا اکبری
- علیرضا ابراهیم‌آبادی
- حامد آزادنیا
- مهرداد تهرانی
- افشین قدیمی
- جلال بیگدلی